# Oblast Mogiljov
De oblast Mahiljow (Russisch: Могилёвская о́бласть, Mogilyovskaya Oblast; Wit-Russisch: Магілёўская во́бласць, Mahiloŭskaja vobłaść of Mahilyowskaya Voblasts) is een oblast van Wit-Rusland, gelegen in het oosten van het land. De oblasthoofdstad is de stad Mahiljow.
De grootste steden in de oblast zijn:
- Mahiljow (365.100 inwoners)
- Babroejsk (220.800)
- Asipovitsjy (34.700)
- Horki (34.000)
- Krytsjaw (28.200)

## Demografie
Op 1 januari 2017 telt de oblast 1.064.409 inwoners. Het geboortecijfer is laag en bedraagt 10,5‰ in 2017, terwijl het in 2016 nog 12,0‰ bedroeg. Het sterftecijfer bedroeg 13,6‰ in 2017, een lichte stijging vergeleken met 13,5‰ in 2016. De natuurlijke bevolkingsgroei is negatief en bedraagt -3,1‰ in 2017, terwijl het een jaar eerder nog -1,5‰ bedroeg.
Brest · Homel · Grodno · Mogiljov · Minsk · Vitebsk · Gorod Minsk